# 伊茲密爾地鐵
伊茲密爾地鐵（土耳其語：İzmir Metrosu）是土耳其第三大城市伊茲密爾的城市軌道交通系統，於2000年開始營運。現有1條路線與17座車站，另有兩條路線計畫中。

## 外部連結
- 官方網站 （页面存档备份，存于） （土耳其文）
- İzmir at UrbanRail.net